# Encephalartos latifrons
Encephalartos latifrons — вид голонасінних рослин класу саговникоподібні (Cycadopsida).
Етимологія: лат. latus — широкий і лат. frons — гілка або лист. Неправильно, оскільки це листові фрагменти є широкими, а не листя.

## Опис
Рослини деревовиді; стовбур 3 м заввишки, 30–35 см діаметром. Листки довгочерешкові 100—150 см, жовто-зелені світлі або яскраво-зелені, дуже глянцеві; хребет жовтуватий, прямий з останньої третини різко загнутий; черешок прямий, без колючок. Листові фрагменти яйцеподібні; середні — 10–15 см завдовжки, 40–60 мм завширшки. Пилкові шишки 1–3, яйцеподібні, зелені, довжиною 30–50 см, 8–17 см діаметром. Насіннєві шишки 1–3, яйцеподібні, зелені, довжиною 50–60 см, 25 см діаметром. Насіння довгасте, завдовжки 25–33 мм, шириною 16–18 мм, саркотеста червона.

## Поширення, екологія
Країни поширення: ПАР (Батерст і Олбані райони Східної Капській провінції). Росте в кущистій місцевості на скелястих схилах пагорбів. Висота, на якій рослини знаходяться коливається між 200 і 600 м над рівнем моря.

## Загрози та охорона
Населення, за оцінками, становить менше 100 рослин, дуже фрагментоване, при цьому співвідношення між самцями і самицями становить 4:1. Ця рослина дуже повільно зростає, і спостереження, проведені в дикій природі в останні роки привели до висновку, що існуючі зразки вже не в змозі виробляти родючі насіння. 